# Hiroszaki
Hiroszaki (弘前市; Hepburn: Hirosaki-shi) japán város Aomori prefektúra délnyugati részén. 2015. szeptember 1-jei becslések szerint a város népessége 176 500 fő, népsűrűsége 337 fő/km². Hiroszaki teljes területe 524,20 km².
Hiroszaki kastélyvárosként épület a 100 000 kokus Hiroszaki birtokon a Cugaru család uralama alatt az Edo-korban. A város regionális kereskedelmi központtá és az ország első számú almatermesztőjévé nőtte ki magát. A helyi önkormányzat a „Hiroszaki, az almaszínű város” és a „kastély-, cseresznyevirág- és almaváros” jelmondatokkal népszerűsíti a várost. A város a Meidzsi-korban épült nagyszámú nyugati stílusú házáról is ismert.

## Földrajz
Hiroszaki Aomori prefektúra délnyugati, a Cugaru-félsziget nyugati részén található Cugaru-síkságon helyezkedik el, az Ivaki-hegytől nyugatra, Akita prefektúra szomszédságában.

### Környező települések
- Cugaru, Hirakava
- Nakacugaru körzet – Nisimeja
- Minamicugaru körzet – Óvani, Fudzsiszaki, Inakadate
- Kitacugaru körzet – Itajanagi, Curuta
- Nisicugaru körzet – Adzsigaszava
- Ódate

## Népesség
A település népességének változása:
| Lakosok száma | 183 473 | 177 411 | 167 803 |
|               | 2010    | 2015    | 2021    |

## Jelkép
Hiroszaki hivatalos jelképe egy szvasztika (japánul mandzsi), amit a Cugaru család, a Hiroszaki birtok Edo-kori uralkodóinak zászlójelképéből ered.

## Történet
A Hiroszaki körüli területet a Heian-kori Észak-Fudzsivara család birtokainak részeként alapították. Minamoto Joritomo a Nambu családnak ajándékozta azt az Észak-Fudzsivara család bukása után a Kamakura-kor elején. A Szengoku-kor alatt a Nambuk helyi tartományi tisztségviselője, Óura Tamenobu 1571-ben kikiáltotta a függetlenségét és elfoglalta a helyi kastélyokat. Tojotomi Hidejosi oldalán harcolt Odavara 1590-es ostroma során, 45 000 kokuval erősítette tovább a gazdagságát. Később Cugarura váltotta a családnevét. Miután Tokugava Iejaszu oldalára állt a szekigaharai csatában további 47 000 kokuval növelte a gazdagságát, majd elrendelte egy kastély építését Takaokában (a modern kori Hiroszakiban). A kastélyt utódja, Cugaru Nobuhira vezetése alatt fejezték be 1611-ben, azonban 1627-ben villámkárokban odaveszett a hatalmas ötemeletes dondzsonja. A birtok bevétele 1628-ban 100 000 kokura emelkedett.
1808-ban Takaokát átnevezték Hiroszakira. A Cugaru család a Meidzsi-korban a Szatcsó szövetség oldalára állt a bosin-háború alatt, majd az újonnan alapított kormány további 10 000 kokut ajándékozott nekik. A hanrendszer 1971. augusztus 29-i felszámolása miatt azonban a Hiroszaki birtokot is felszámolták, helyére Hiroszaki prefektúra állt. A prefektúrát még ezen év októberében átnevezték Aomori prefektúrára, ezzel egy időben székhelye is a területileg központibb fekvésű Aomoriba tették át.
1873. október 1-jén megalapították a Csójó Általános Iskolát. 1877-ben almakertészetet indítottak Hiroszakiban, majd 1878 márciusában megalapították az 59. Nemzeti Bankot, az Aomori Bank elődjét. 1889. április 1-jén városnak nevezték ki Hiroszakit, így az ország 30 első városa közé tartozott. 1894. december 1-jén megnyitották a Hiroszakit Aomorival összekötő Óu fővonalat.
Hiroszaki 1898 októberében a Japán Császári Hadsereg 8. hadtestének székhelye lett. A hadtest elsősorban az orosz–japán háború során volt aktív.
1901-ben megalapították a Hiroszaki Városi Kórházat, majd 1906-ban a városi könyvtárat. A város első telefonszolgáltatását 1909-ben adták át. 1918-ban megtartották az első cseresznyevirág-fesztivált. A Konan Railway Company 1927-ben átadta a Hiroszakit Onoével összekötő vonalát. 1949-ben megalapították a Hiroszaki Egyetemet.
1955. március 1-jén Hiroszakit tovább bővítették a környező Simizu, Vattoku, Tojoda, Horikosi, Csitosze, Fudzsisiro, Niina, Funazava, Takaszugi, Szuszuno és Higasimeja falvak bekebelezésével. Nisimeja enklávé lett. A város 1957. szeptember 1-jén még tovább bővült a szomszédos Isikava falujának beolvasztásával.
1964-ben megtartották az első Krizantém és juharfa-fesztivált, illetve 1979-ben az első Hiroszaki várkastély hólámpás-fesztivált. 1979-ben összekötötték a várost a Tóhoku autópályával az „almaút” nevű leágazással.
2006. november 15-én a Ivaki és Szóma faluját (Nakacugaru körzet) beolvasztották Hiroszakiba.

## Éghajlat
Hiroszakinak párás kontinentális éghajlata van, melyre a rövid, meleg és gyakran párás nyarak, illetve hideg, erős havazásokkal tarkított telek jellemzőek.

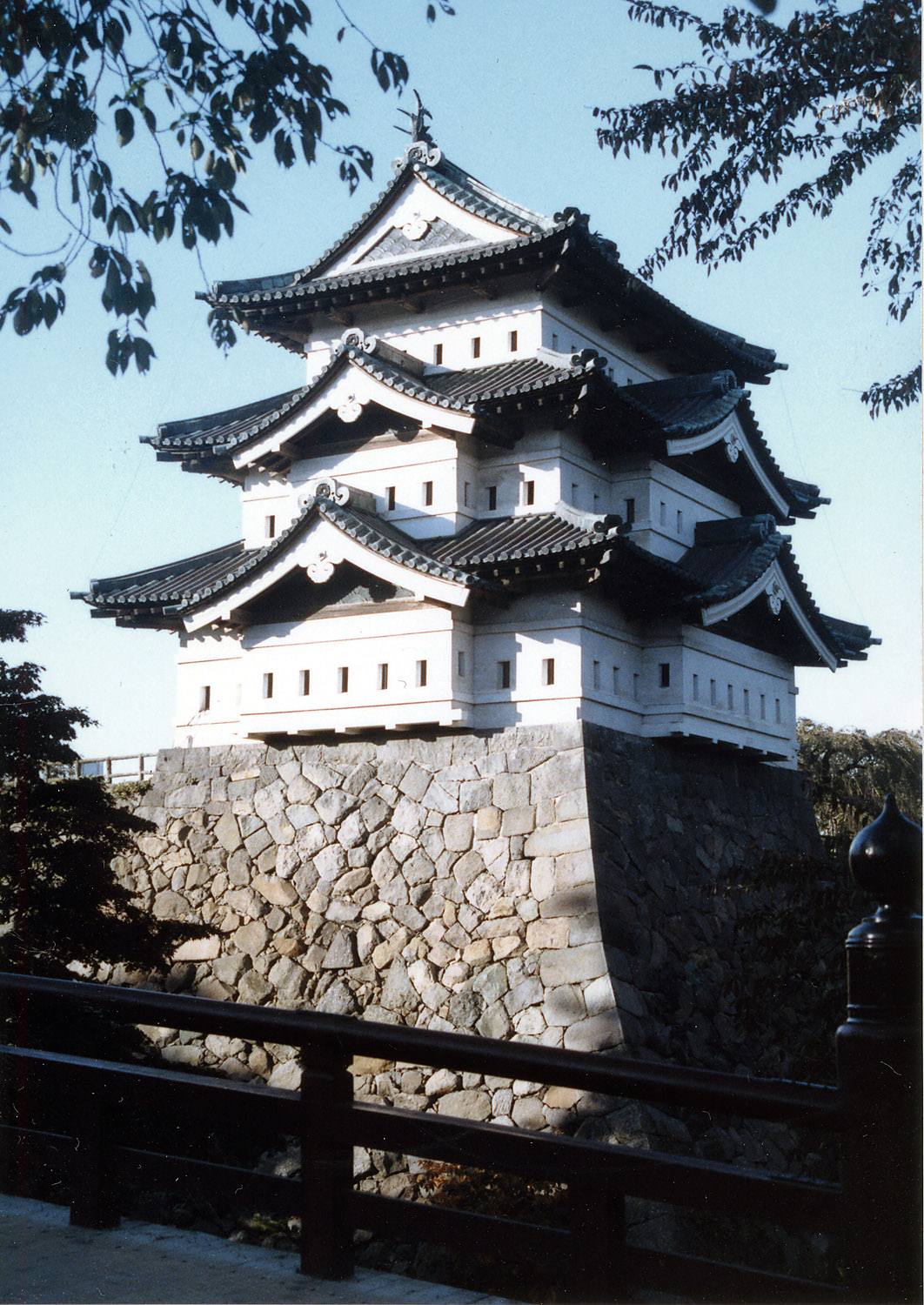
Hiroszaki várkastély

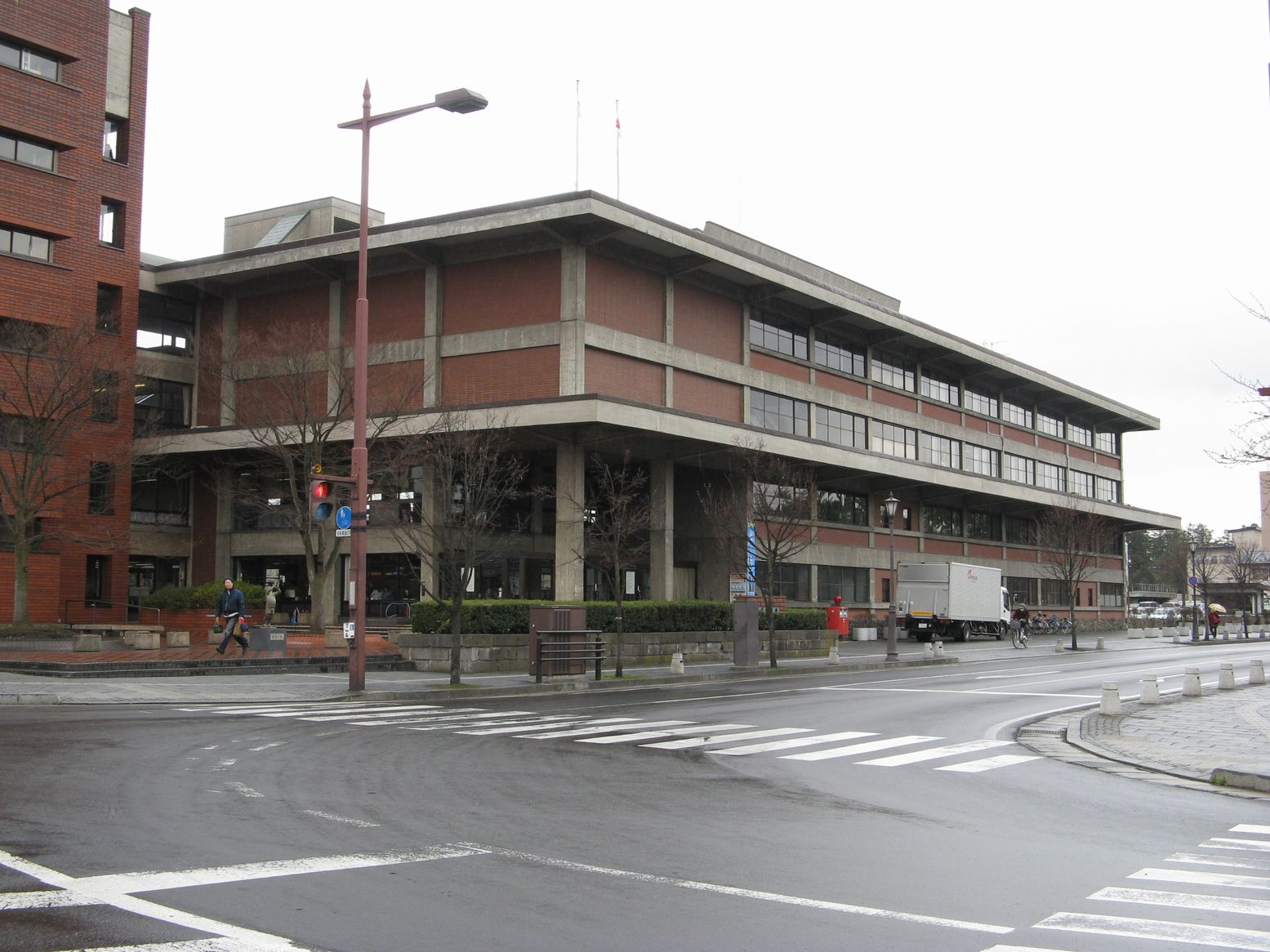
Hiroszaki városháza

| Hónap                               | Jan. | Feb. | Már. | Ápr. | Máj. | Jún. | Júl. | Aug. | Szep. | Okt. | Nov. | Dec. | Év   |
| ----------------------------------- | ---- | ---- | ---- | ---- | ---- | ---- | ---- | ---- | ----- | ---- | ---- | ---- | ---- |
| Átlagos max. hőmérséklet (°C)       | 1,5  | 2,2  | 6,3  | 14,5 | 19,8 | 23,5 | 26,9 | 28,9 | 24,5  | 18,2 | 11,0 | 4,5  | 15,2 |
| Átlagos min. hőmérséklet (°C)       | −5,0 | −4,8 | −2,2 | 3,1  | 8,3  | 13,3 | 17,6 | 19,1 | 14,3  | 7,6  | 1,8  | −2,4 | 6,0  |
| Átl. csapadékmennyiség (mm)         | 121  | 95   | 77   | 59   | 72   | 70   | 113  | 132  | 127   | 91   | 110  | 117  | 1183 |
| Havi napsütéses órák száma          | 57   | 79   | 126  | 183  | 201  | 175  | 161  | 182  | 146   | 141  | 89   | 58   | 1599 |
| Forrás: Japan Meteorological Agency |      |      |      |      |      |      |      |      |       |      |      |      |      |

## Gazdaság
Hiroszaki Aomori prefektúra délnyugati részének regionális kereskedelmi központja. A fő mezőgazdasági termények közé tartozik az alma és a rizs; Hiroszaki adja Japán almatermesztésének 20%-át.

## Oktatás

### Felsőoktatás
- Hiroszaki Egyetem
- Tóhoku Női Egyetem
- Hiroszaki Gakuin Egyetem
- Hirosaki Egészségügyi és Népjóléti Egyetem

### Másodlagos oktatás
Hiroszakiban 35 általános, 15 városi, egy nemzeti és egy magán középiskola, egy egyesített általános/középiskola, hat prefekturális és négy magánfőiskola található.

## Közlekedés

### Vasút
- East Japan Railway Company – Óu fővonal
  - Isikava, Hiroszaki, Naidzsósi
- Konan Railway Company – Kónan-vonal
  - Hiroszaki, Hiroszaki–Higasikómae, Undókóenmae, Niszato
- Konan Railway Company – Óvani-vonal
  - Csúó-Hiroszaki, Hirokósita, Hiroszaki Gakuindai-mae, Szeiaicsúkó-mae, Csitosze, Kogurijama, Macukitai, Cugaru–Ószava, Gidzsukukókómae, Isikava, Isikavapúrumae

### Autópályák
- Tóhoku autópálya
- 7-es főút
- 102-es főút